# 底數 (指數)
底數（英語：base，base number）又稱基數，常簡稱為底，是指數函數{\displaystyle b^{x}}中的{\displaystyle b}，或是對數函數{\displaystyle \log _{b}}中的{\displaystyle b}。

## 指數函數
在指數{\displaystyle b^{n}}中，數字n稱為指數，也常表示為b的n次方。例如，10的四次方是10,000，因為104 = 10 × 10 × 10 × 10 = 10,000。

## 方根
若b的n次方等於a（a = bn），則b稱為是a的n次方根。例如，10是10,000的四次方根。

## 對數
底為b的指數函數，其反函數（假設定义良好）稱為底為b的对数，寫成logb。因此
logb a = n.
例如，log10 10,000 = 4.
實數对数函數常見的底有2、10或是自然常数{\displaystyle e}，也可以用其他的實數，但其底數不能為0或是1。